# بروك، نيو ساوث ويلز
بروك قرية تضم حوالي 292 شخصًا بمجلس سينغلتون بمنطقة هانتر في نيو ساوث ويلز، أستراليا. تقع 157 كيلومتر (98 ميل) إلى الشمال من سيدني على الطريق الاستعماري من سيدني إلى سينجلتون (24 كيلومتر (15 ميل).

## وصف
تشتهر منطقة بروك بإنتاج النبيذ البوتيكي، وعادة ما يشار إليها باسم منطقة النبيذ «بروك-فوردويتش» وهي (منطقة فرعية لمنطقة البيان الجغرافي الأسترالي (GI) بهانتر فالي).
يمارس بالمنطقة تعدين كبير للفحم تحت الأرض في المنطقة بين بروك وسنغلتون، وتعقد القرية معرضًا سنويًا في سبتمبر.
تحتوي بروك على مدرسة ابتدائية، وكنيسة كاثوليكية، وكنيسة أنجليكانية، ومحطة خدمة بها متجر ومكتب بريد.
على الجانب الجنوبي من المتجر بيت قرميد يمثل في السابق مركزا للشرطة وأغلق بعد ذلك. يوفر الجانب الجنوبي من بروك مناظر تعتمد على تشكيلات الحجر الرملي المعروف باسم الصخور الصفراء.

## روابط خارجية
- انكسر منطقة النبيذ Fordwich
- نايتنجيل نبيذ - مزارع الكروم الحائزة على جوائز تقع في منطقة بروك فوردويتش واين